# Базове репродукційне число
| Хвороба                        | Механізм передачі      | R0            |
| ------------------------------ | ---------------------- | ------------- |
| Коронавірусна хвороба 2019     | Повітряно-крапельний   | 2,9 (2,4—3,4) |
| Кір                            | Повітряний             | 12—18         |
| Дифтерія                       | Через слину            | 6—7           |
| Натуральна віспа               | Повітряно-крапельний   | 5—7           |
| Поліомієліт                    | Фекально-оральний      | 5—7           |
| Краснуха                       | Повітряно-крапельний   | 5—7           |
| Епідемічний паротит            | Повітряно-крапельний   | 4—7           |
| ВІЛ/СНІД                       | Статевий               | 2—5           |
| Кашлюк                         | Повітряно-крапельний   | 5,5           |
| ТГРС                           | Повітряно-крапельний   | 2—5           |
| Грип (штам пандемії 1918 року) | Повітряно-крапельний   | 2—3           |
| Ебола (спалах 2014 року)       | Через рідини організму | 1,5—2,5       |

Базове репродукційне число (R0) — середня кількість осіб, що безпосередньо інфікуються хворим упродовж усього заразного періоду хвороби за умови потрапляння хворого до повністю незараженої популяції.
Користь цього показника полягає у змозі визначити можливість поширення інфекційної хвороби серед популяції. Історичні витоки базового репродукційного числа відносяться до праць Альфреда Лотки, Рональда Росса й інших, але його перше сучасне застосування в епідеміології 1952 року здійснив Джордж Макдональд, який побудував популяційні моделі поширення малярії.
Якщо
R0 < 1
то інфекція згасне в довгостроковому періоді. Але якщо
R0 > 1
то інфекція зможе поширитись серед популяції.
Загалом, що більшим є значення R0, то складнішим стає контролювання епідемії. Для простих моделей і вакцини зі 100 % ефективністю, пропорція популяції, яку необхідно вакцинувати для запобігання сталому поширенню інфекції розраховується як 1 − 1/R0. На базове репродукційне число впливає низка чинників, як-от тривалість заразності уражених хворобою індивідів, заразливість інфекційного організму, а також кількість сприйнятливих осіб у популяції, з якими є контакт в уражених індивідів.

## Взаємозв'язокR0з швидкістю контактування та заразним періодом
Якщо індивід в заразному періоді хвороби здійснює β контактів за одиницю часу, продукуючи нові інфікування з середнім заразним періодом 1/γ, тоді базове репродукційне число розраховується так:
R0 = β/γ

## В культурі
В кінофільмі-трилері про вигадану медичну катастрофу «Зараза» (2011) розрахунки R0 наводяться для відображення прогресування фатальної вірусної інфекції від окремих випадків до повномасштабної пандемії.
В телесеріалі «Мандрівники» розрахунки R0 використовуються для інформування групи про прогресування вірусної інфекції з різних джерел під час пандемії.

## Чит. також
- Jones, James Holland. Notes on R0 (PDF). Архів оригіналу (PDF) за 4 січня 2020. Процитовано 6 листопада 2018.